# Campo Lomaso
Campo Lomaso è una frazione del comune di Comano Terme in provincia autonoma di Trento.

## Storia
Nasce nel 1928 dall'aggregazione del comune italiano di Lomaso con quello di Campo, a sua volta istituito nel 1920 in seguito all'annessione della Venezia Tridentina al Regno d'Italia.
Dal 2010 fa parte del comune di Comano Terme.

## Monumenti e luoghi di interesse
- Convento dei Santi Quirico e Giulitta, fondato nel 1664. Nel 1814 vi nacque il poeta trentino Giovanni Prati.[4]